# Myrteta conspersaria
Myrteta conspersaria är en fjärilsart som beskrevs av John Henry Leech 1897. Myrteta conspersaria ingår i släktet Myrteta och familjen mätare. Inga underarter finns listade i Catalogue of Life.